# استان کرک
کَرَک (به عربی: محافظة الکرک) نام استانی در کشور پادشاهی اردن است.
مرکز این استان شهری است به نام کرک.
استان کرک در اوایل اسلام فتح گردید و نبرد موته نیز در این شهر واقع گردید و دراین استان چند بازار تاریخی نیز وجود دارد و مرقد جعفر بن ابی طالب در موته در شمال این استان و مرقد زید بن حارثه نیز در این استان واقع است ۰

## نامگذاری
این استان نام خود را از دژی به همین نام گرفته‌است که از دژهای صلیبیون واقع در پادشاهی اورشلیم بود.

## جمعیت
جمعیت آن  در حدود  حوالی۴۵۵۵ هزار نفر می‌باشد.
اکثر ساکنان آن مسلمان سنی مذهب هستند

## محدوده
از شمال استان مادبا، از جنوب استان طفیلة، از مغرب الأغوار الجنوبیة، و از سمت شمال شرقی به  منطقهٔ  القطرانه   محدود می‌گردد.

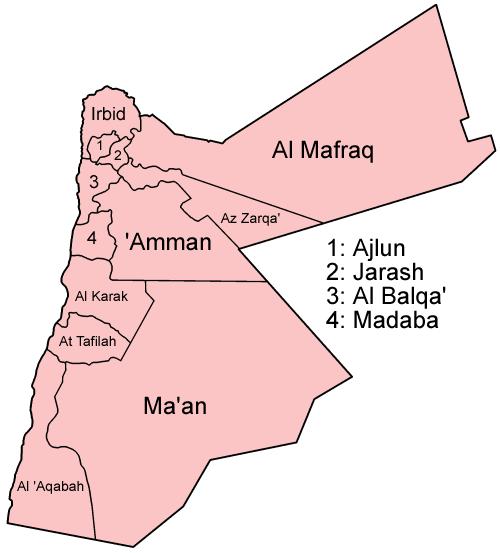